# Japanische U20-Eishockeynationalmannschaft
Die japanische U20-Eishockeynationalmannschaft vertritt den japanischen Eishockeyverband in der U20-Junioren-Leistungsstufe bei internationalen Wettbewerben. Sie spielt überwiegend unterklassig. Lediglich 1993 konnte sie an der A-Weltmeisterschaft, der damals höchsten Leistungsklasse im Juniorenbereich, teilnehmen.

## Geschichte
Die japanische U20-Eishockeynationalmannschaft wurde 1982 gegründet und nahm im selben Jahr an der B-Weltmeisterschaft teil, bei der sie auf Anhieb hinter Norwegen und Österreich den dritten Platz belegte. Bis einschließlich 1998 deckte die U20-Nationalmannschaft den kompletten Juniorenbereich bei den Weltmeisterschaften ab, während die U18-Nationalmannschaft an den U18-Juniorenmeisterschaften Asiens und Ozeaniens teilnahm. Seit der Einführung der U18-Weltmeisterschaften 1999 vertritt die U20-Nationalmannschaft Japans bei Weltmeisterschaften ausschließlich die Altersstufe der U20-Junioren.
Die japanische U20-Nationalmannschaft gehört zum leistungsmäßigen Mittelfeld. Sie spielt überwiegend zweitklassig (früher B-Weltmeisterschaft, heute Division I). Lediglich 1993 konnte sie an der A-Weltmeisterschaft, der damals höchsten Leistungsklasse im Juniorenbereich, teilnehmen, musste aber nach sieben mehrheitlich zweistelligen Niederlagen den sofortigen Abstieg in die B-Gruppe hinnehmen. Aus diesem Turnier resultiert auch die höchste Niederlage der Ostasiaten, als gegen Gastgeber und Vizeweltmeister Schweden mit 1:20 verloren wurde. 1998 stieg der japanische Nachwuchs erstmals in die drittklassige C-Gruppe ab. Erst nach der Umstellung auf das heutige Divisionensystem gelang 2002 durch den Gewinn der Division II die Rückkehr in die zweite Leistungsstufe, die nun Division I genannt wurde. Auch 2005, 2007–2009, 2013 und 2017–2018 spielten die Japaner in der drittklassigen Division II.
Außer bei Weltmeisterschaften trat die japanische Juniorenauswahl auch bei den U20-Turnieren des IIHF Challenge Cup of Asia an. Dabei gelang 2013 der Turniersieg, während man 2012 einer Auswahl der russischen Juniorenliga MHL den Vortritt lassen musste. Beim Turnier 2012 erzielten die Japaner mit dem 26:0 gegen die Republik China auch den höchsten Sieg ihrer Geschichte. 2014 belegte das Team Rang drei hinter der MHL-Auswahl und Kasachstan.

## WM-Platzierungen
- 1982 – B-WM, 3. Platz
- 1983 – B-WM, 2. Platz
- 1984 – B-WM, 3. Platz
- 1985 – B-WM, 3. Platz
- 1986 – B-WM, 5. Platz
- 1987 – B-WM, 3. Platz
- 1988 – B-WM, 4. Platz
- 1989 – B-WM, 4. Platz
- 1990 – B-WM, 3. Platz
- 1991 – B-WM, 4. Platz
- 1992 – B-WM, 1. Platz
- 1993 – 8. Platz
- 1994 – B-WM, 7. Platz
- 1995 – B-WM, 7. Platz
- 1996 – B-WM, 6. Platz
- 1997 – B-WM, 6. Platz
- 1998 – B-WM, 8. Platz
- 1999 – C-WM, 2. Platz
- 2000 – C-WM, 5. Platz
- 2001 – Div. II, 2. Platz
- 2002 – Div. II, 1. Platz
- 2003 – Div. I, 2. Platz
- 2004 – Div. I, 6. Platz
- 2005 – Div. II, 1. Platz
- 2006 – Div. I, 6. Platz
- 2007 – Div. II, 3. Platz
- 2008 – Div. II, 2. Platz
- 2009 – Div. II, 1. Platz
- 2010 – Div. I, 5. Platz
- 2011 – Div. I, 5. Platz
- 2012 – Div. IB, 6. Platz
- 2013 – Div. IIA, 1. Platz
- 2014 – Div. IB, 6. Platz *
- 2015 – Div. IB, 5. Platz
- 2016 – keine Teilnahme
- 2017 – Div. IIA, 2. Platz
- 2018 – Div. IIA, 1. Platz
- 2019 – Div. IB, 6. Platz
- 2020 – Div. IIA, 1. Platz
- 2021 – keine Austragung
- 2022 – Div. IB, 3. Platz
- 2023 – Div. IB, 1. Platz
- 2024 – Div. IA, 6. Platz

* = Trotz des letzten Platzes musste die japanische Mannschaft 2014 nicht aus der Division I absteigen, da die britische Auswahl wegen des Einsatzes eines nicht spielberechtigten Spielers nachträglich disqualifiziert wurde.

## Challenge-Cup-Platzierungen
- 2012 – 2. Platz

- 2013 – 1. Platz

- 2014 – 3. Platz